# Adonxs
Адам Павловчин (словац. Adam Pavlovčin, нар. 13 вересня 1995 року), професійно відомий як ADONXS — словацький співак, автор пісень, модель і танцюрист. Переможець SuperStar Czech-Slovakia 2021. Представник Чехії на Пісенному конкурсі Євробачення 2025.

## Біографія та кар'єра
Народився у Словаччині. Вивчав музичну композицію та написання пісень в Університеті BIMM у Лондоні. Павловчина, який співає з раннього дитинства, навчала відома оперна співачка Гана Печкова.
Уперше став відомим як переможець SuperStar Czech-Slovakia 2021 — чесько-словацької ітерації франшизи Idol. Як перший відкритий квір-переможець шоу, він здобув визнання не лише за свій вокальний талант, але й за сміливі, гендерно неконформні виступи. Співак описав свою перемогу як значний крок вперед для видимості ЛГБТК+ у Центральній Європі.
Перш ніж розпочати сольну кар'єру під сценічним псевдонімом ADONXS у 2022 році, був фронтменом гурту PACE. 20 травня 2022 року вийшов дебютний сингл співака під назвою «Moving On», а вже 11 листопада того ж року — дебютний альбом під назвою Age of ADONXS, який був оцінений як значний твір і добре сприйнятий на музичній сцені Словаччини. Того ж року артист став лауреатом чеської радіостанції Evropa 2 як «Співак року» та «Музичне відкриття».
11 грудня 2024 ADONXS оголосили представником Чехії на Пісенному конкурсі Євробачення 2025. Він був обраний чеським мовником шляхом внутрішнього відбору, що відбулося вперше з 2017 року. Пісня, яку співак виконуватиме на сцені Євробачення, буде опублікована пізніше. ADONXS описує свою майбутню пісню як «безкомпромісну, зухвалу, іноді кінематографічну, з місцем для танців».

## Музика та стиль
ADONXS виріс, слухаючи Queen, Depeche Mode, Елтона Джона і Прінса, і назвав Троя Сівана, Mahmood, AURORA, Джозефа Салвата, Суф'яна Стівенса, RAYE і Конана Грея як тих, що мають на нього вплив.
Відомий своєю унікальною естетикою та дослідженням ідентичності, музичний стиль співака поєднує особисті теми з сумішшю попмузики та альтернативних звуків.

## Особисте життя
Проживає в Празі.
Є фанатом Королівських перегонів Ру Пола.